# レンジエクステンダー
レンジエクステンダーとは、電気自動車の航続距離延長を目的に搭載される、小型発電機からなるシステムである。プラグインハイブリッドカー(PHEV)の一種として分類されるが、特にエンジンの回転力を直接動力として用いないものを指す。

## 概要
発電機の動力源としては、主に小排気量のガソリンエンジンやディーゼルエンジンが用いられる。このエンジンは走行用としてタイヤを駆動せず、発電してバッテリーに給電するために用いられる。自動車の動力として主流の多気筒のレシプロエンジンに留まらず、単気筒エンジンやガスタービンエンジン、ロータリーエンジンなども研究されているほか、日産やCeres PowerがSOFC（固体酸化物形燃料電池）について研究している。電気自動車のバッテリー残量がわずかになったときに電力を補給するため、高価な二次電池を用いずに電気自動車の航続距離を延長することが可能である。しばしばシリーズハイブリッドや電気駆動などと混同されるが、一般的には外部充電が可能であるものを指す。

## CARBによる定義
カリフォルニア州大気資源局(CARB:California Air Resources Board)は2012年3月に無公害車 (ZEV: zero-emission vehicle)のカテゴリーの一つとしてBEVx(Range-extended battery-electric vehicle)を設けた。
認定されるためには以下の要件すべてを満たさなければならず、PHEVを定義するTZEV（Transitional ZEV）と明確に区別されている。
1. 外部充電による走行距離が75mile（120.7km）以上であること。
2. 補助動力装置（APU:Auxiliary Power Unit）による走行距離が外部充電による走行距離以下であること。
3. 補助動力装置はバッテリーの電力が低下するまで作動してはならない。
4. 極超低公害車(SULEV[7])とエバポ排出ゼロ基準（英語版）に適合していること。

BEVxにおけるレンジエクステンダーは万一の電欠に備えるためのフェイルセーフであり、ハイブリッドカーのようなガソリン車としての燃費向上や日常における頻繁な使用を目的としたものではない。

## 長所と短所
BEVxにて想定されるレンジエクステンダーEVを代表例として、特徴を以下に示す。

### 長所
- バッテリーの電力が低下するまでは純電気自動車（BEV）としての使用が可能。
- BEVと構造上の差異が小さいため、BEVの派生モデルとして開発・生産が可能。
- SOFC燃料電池など応答特性の悪い発電機を使える。

BEVと比較して
- 低コスト、軽量に航続距離の延長が可能[9]。
- 航続距離延長により満充電までの時間が増加するデメリットがない。

PHEVと比較して
- BEV走行可能な航続距離が長い。
- エンジンの小型化に伴い、大規模な排気系・冷却系が不要となり自由なレイアウトが可能。
- エンジン稼働時のエンジン音・振動が小さい。

### 短所
- 燃料タンクのガソリン劣化防止の為、レンジエクステンダーを長期間使用しない場合でもメンテナンスとしてエンジンを運転させる必要がある[10]。

BEVと比較して
- 日本を含む多くの地域では、法制度上PHEVとして扱われる[11]。
- エンジンなどの整備項目が増加する。
- エンジン搭載スペースの確保が必要。
- エンジン関連分の重量増(100kg以上の重量増加による電費悪化）。
- ガソリンの燃料補給やエンジン運転時間が少ないために生じる燃料タンク内のガソリン劣化に考慮が必要。
- 搭載エンジンは電欠時の緊急用途であるので、短距離用途で毎日充電するケースでは不要。
- モーター駆動に比べ発電時のエンジン騒音は大きい。

PHEVと比較して
- エンジン自体の燃費・発電効率が劣る。
- 急坂や高速道での発電が足りず、速度維持が難しいケースがある。

ただし、燃料電池がSOFCの場合変換効率が50-70%と火力発電所並に高く、充電スタンドまでの送電損失もないためPHEVや一般の自動車より効率・燃費に優れる。
- エンジンの排熱を利用することが難しい。

ただしSOFCの場合動作温度が700～1000℃と高く高温の熱源として十分に使える。

## 搭載車種
メーカー・車種（電力量-BEVとしての航続距離-レンジエクステンダー）
市販車種（販売終了分含む）
- BMW・i3（42kWh-203km(EPA)-直列2気筒647cc)
- AITO・問界M5（40kWh-150km(WLTC)-直列4気筒1400cc[12]）-日本未発売
- 理想汽車・理想ONE（40.5kWh-188km(NEDC)-直列3気筒1200ccターボ）-日本未発売
- 嵐図・嵐図Free（33kWh-140km(NEDC)-4気筒1500cc）-日本未発売
- Seres・SF5（35kWh-180km-4気筒1500cc）-日本未発売
- 東風・風光E3（17.28kWh-100km-4気筒1500cc）-日本未発売
- 天際汽車・天際ME3（30.6kWh-155km-4気筒1500cc）-日本未発売
- Metrocab・TX5（12.2kWh-48km-1000cc)[13]
- ビュイック・VELITE 5（18kWh-116km-直列4気筒1500cc）-販売終了(日本未発売)
- 広州汽車・トランプチGA5 -2018年販売終了(日本未発売)
- シボレー・ボルト (ハイブリッドカー)(18.4kWh-85km-直列4気筒1398cc)[14]　-2019年販売終了(日本未発売）

コンセプトモデル・少数生産車
- スズキ・スイフトレンジエクステンダー（2.66kWh-15km-直列3気筒660cc)
- アウディ・A1 e-tron（13.3kWh-50km-ロータリー354cc)[15]
- マツダ・デミオレンジエクステンダー（20kWh-200km-ロータリー330cc）
- HAMMERHEAD-i EAGLE THRUST（不明-25km-発電用ディーゼル。TopGearの番組内企画(Series 14 Episode 2)で制作された。）